# Ardmore, Tennessee
Ardmore är en ort i Giles County i delstaten Tennessee, USA.
Ardmore gränsar till Ardmore i grannstaten Alabama.